# Tiekuy
Tiekuy Faso est une commune située dans le département de Safané de la province du Mouhoun au Burkina Faso.